# Ольштынек (гмина)
Ольштынек (пол. Olsztynek) — городско-сельская гмина (волость) в Польше, входит как административная единица в Ольштынский повет, Варминьско-Мазурское воеводство. Население — 13 717 человек (на 2004 год).

## Демография
| Перепись                       | Всего   | Всего | Женщины | Женщины | Мужчины | Мужчины |
| ------------------------------ | ------- | ----- | ------- | ------- | ------- | ------- |
| Единицы                        | человек | %     | человек | %       | человек | %       |
| Население                      | 13 717  | 100   | 6990    | 51      | 6727    | 49      |
| Плотность населения (чел./км²) | 36,9    | 36,9  | 18,8    | 18,8    | 18,1    | 18,1    |

## Поселения
1. Амерыка
2. Червона-Вода
3. Домб
4. Дрвенцк
5. Эльгнувко
6. Гай
7. Гонсёрово-Ольштынецке
8. Гембины
9. Емёлово
10. Круликово
11. Кунки
12. Курки
13. Лихтайны
14. Липово-Курковске
15. Лютек
16. Ленцины
17. Лутыново
18. Лутынувко
19. Макруты
20. Маньки
21. Маруз
22. Марузек
23. Мерки
24. Мыцыны
25. Надрово
26. Нова-Весь-Острудзка
27. Ожехово
28. Павлово
29. Плятыны
30. Рыбачувка
31. Самагово
32. Сельва
33. Ситно
34. Судва
35. Свадерки
36. Сверкоцин
37. Свентайны
38. Толейны
39. Томашин
40. Ваплево
41. Варлиты-Мале
42. Вигвалд
43. Вильково
44. Витрамово
45. Витулты
46. Завады
47. Зезуты
48. Зомбе

## Соседние гмины
1. Гмина Гетшвалд
2. Гмина Грунвальд
3. Гмина Едвабно
4. Гмина Козлово
5. Гмина Нидзица
6. Гмина Оструда
7. Гмина Пурда
8. Гмина Ставигуда